# Sierra de la Muela
Sierra de la Muela este o arie protejată (arie specială de conservare — SAC, sit de importanță comunitară — SCI) din Spania întinsă pe o suprafață de 10.903,89 ha, integral pe uscat.

## Localizare
Centrul sitului Sierra de la Muela este situat la coordonatele 38°14′26″N 1°58′38″W / 38.2406°N 1.9772°V.

## Înființare
Situl Sierra de la Muela a fost declarat sit de importanță comunitară în aprilie 1999 pentru a proteja 49 de specii de animale. Situl a fost protejat și ca arie specială de conservare în mai 2015.

## Biodiversitate
Situată în ecoregiunea mediteraneană, aria protejată conține 21 de habitate naturale: Lacuri eutrofice naturale cu vegetație de tip Magnopotamion sau Hydrocharition, Pante stâncoase calcaroase cu vegetație casmofită, Păduri de Quercus ilex și Quercus rotundifolia, Pajiști carstice calcaroase sau bazofile, de Alysso-Sedion albi, Pajiști umede mediteraneene cu ierburi înalte de Molinio-Holoschoenion, Liziere de ierburi înalte hidrofile de câmpie și de nivel montan până la alpin, Galerii de Salix alba și de Populus alba, Tufărișuri termo-mediteraneene și de pre-deșert, Pseudostepă cu ierburi și specii anuale de Thero-Brachypodietea, Pajiști alpine și subalpine calcaroase, Matorral arborescenți cu Juniperus spp., Păduri de pin (sub-) mediteraneene cu pini negri endemici, Iazuri temporare mediteraneene, Lande oro-mediteraneene cu formațiuni endemice de grozamă, Galerii și tufărișuri riverane sudice (Nerio-Tamaricetea și Securinegion tinctoriae), Ape puternic oligomezotrofe cu vegetație bentonică cu Chara spp., Râuri mediteraneene cu debit permanent și vegetație de Glaucium flavum, Izvoare petrifiante cu formare de travertin (Cratoneurion), Mlaștini calcaroase cu Cladium mariscus și specii de Caricion davallianae, Râuri mediteraneene cu debit permanent cu specii de Paspalo-Agrostidion și galerii riverane de Salix și de Populus alba, Grohotișuri termofile și vest-mediteraneene.
La baza desemnării sitului se află mai multe specii protejate:
- păsări (44): uliu porumbar (Accipiter gentilis), fâsă-de-câmp (Anthus campestris), acvilă de munte (Aquila chrysaetos), buha (Bubo bubo), șorecarul comun (Buteo buteo), ciocârlie-cu-degete-scurte (Calandrella brachydactyla), Caprimulgus ruficollis, Certhia brachydactyla, șerpar (Circaetus gallicus), erete de stuf (Circus aeruginosus), erete vânăt (Circus cyaneus), porumbel de scorbură (Columba oenas), dumbrăveancă (Coracias garrulus), presură de grădină (Emberiza hortulana), șoim de iarnă (Falco columbarius), șoim călător (Falco peregrinus), șoimul rândunelelor (Falco subbuteo), vânturel roșu (Falco tinnunculus), cinteză (Fringilla coelebs), ciocârlan (Galerida cristata), Galerida theklae, vulturul pleșuv sur (Gyps fulvus), acvilă pitică (Hieraaetus pennatus), capîntortură (Jynx torquilla), forfecuță gălbuie (Loxia curvirostra), ciocârlie de pădure (Lullula arborea), ciocârlie de bărăgan (Melanocorypha calandra), prigoare (Merops apiaster), mierlă de piatră (Monticola saxatilis), muscar sur (Muscicapa striata), pietrar mediteranean (Oenanthe hispanica), Oenanthe leucura, pietrar sur (Oenanthe oenanthe), ciuf-pitic (Otus scops), pițigoi de brădet (Parus ater), Prunella collaris, Pyrrhocorax pyrrhocorax, turturică (Streptopelia turtur), silvie roșcată (Sylvia cantillans), Sylvia conspicillata, silvie de tufiș (Sylvia undata), pănțărușul (Troglodytes troglodytes), mierlă gulerată (Turdus torquatus), pupăză (Upupa epops)
- amfibieni (1): Discoglossus galganoi
- mamifere (3): vidră de râu (Lutra lutra), liliacul mare cu potcoavă (Rhinolophus ferrumequinum), liliacul mic cu potcoavă (Rhinolophus hipposideros)
- reptile (1): Mauremys leprosa

Pe lângă speciile protejate, pe teritoriul sitului au mai fost identificate 100 de specii de plante, 49 de specii de păsări, 6 specii de amfibieni, 15 specii de mamifere, 1 specie de pești, 9 specii de reptile.